# Ёсиура, Ясухиро
Ясухиро Ёсиура (яп. 吉浦 康裕 Ёсиура Ясухиро, род. в 1980 году на Хоккайдо) — режиссёр и сценарист аниме, основатель студии Rikka. Практически исключительно собственными силами придумал сюжет и смонтировал несколько короткометражных аниме-фильмов. Также сыграл немаловажную роль в разработке графического дизайна для фильма Evangelion: 2.0 You Can (Not) Advance.
В его работах критиками отмечалась некоторая схожесть графического оформления и общей атмосферы повествования с работами другого известного художника-аниматора — Макото Синкая.

## Работы
- Noisy Birth (2000) — короткометражный фильм продолжительностью 2 минуты.
- Kikumana (2001) — короткометражный фильм продолжительностью 6 минут.
- Mizu no Kotoba[англ.] (2002) — короткометражный фильм продолжительностью 9 минут.
- Aoi Tamago (2006) — короткометражный фильм продолжительностью 23 минуты.
- Eve no Jikan (2009) — аниме, состоящее из шести серий продолжительностью от 15 до 26 минут.
- Eve no Jikan Gekijouban (2010) — полнометражный фильм продолжительностью 100 минут. Является компиляцией сериала Eve no Jikan с добавлением небольшого количества новых эпизодов.
- Sakasama no Patema (2013) — полнометражное аниме. Предшествующая 4-серийная прелюдия (Sakasama no Patema: Beginnig of the Day) входит в полнометражное аниме.
- Harmonie (2014) — короткометражный фильм продолжительностью 25 минут.
- Power Plant No.33 (2015)  — короткометражный фильм продолжительностью 7 минут.
- Bureau of Proto Society (2015) — короткометражный фильм продолжительностью 7 минут.
- Mobile Police Patlabor Reboot (2016) — короткометражный фильм продолжительностью 7 минут.